# Grapefruits
『grapefruits』（グレープフルーツ）は、フォークデュオコブクロが2002年8月28日にリリースした通算2枚目のオリジナルアルバム。

## 概要
ロングヒットとなった「風」、両A面で両方ともにタイアップがついた「願いの詩／太陽」、そして「YOU」のヴァージョン違いが収録。

## 収録曲
| #         | タイトル                   | 作詞・作曲 | ストリングス | 時間  |
| --------- | -------------------------- | ---------- | ------------ | ----- |
| 1.        | 「新しい場所」             | 小渕健太郎 |              | 5:03  |
| 2.        | 「彼女」                   | 小渕健太郎 |              | 5:07  |
| 3.        | 「Overflow」               | 黒田俊介   |              | 3:35  |
| 4.        | 「願いの詩」               | 小渕健太郎 | 金原千恵子   | 4:10  |
| 5.        | 「GRAPEFRUITS DAYS」       | 小渕健太郎 |              | 2:47  |
| 6.        | 「小渕君の犬のうた」       | 小渕健太郎 |              | 4:44  |
| 7.        | 「YOU（grapefruits mix）」 | 小渕健太郎 | 金原千恵子   | 4:38  |
| 8.        | 「アンブレラ」             | 小渕健太郎 |              | 4:16  |
| 9.        | 「太陽」                   | 小渕健太郎 |              | 5:18  |
| 10.       | 「光」                     | 小渕健太郎 | 金原千恵子   | 5:11  |
| 11.       | 「翼よあれが巴里の灯だ」   | 黒田俊介   |              | 8:43  |
| 12.       | 「風」                     | 小渕健太郎 | 金原千恵子   | 4:34  |
| 合計時間: | 合計時間:                  | 合計時間:  | 合計時間:    | 58:06 |

## 楽曲解説
1. 新しい場所
渡辺美里への提供曲「YOU〜新しい場所〜」のセルフカバー。
2. 彼女 (作詞・作曲:小渕健太郎)
3. Overflow
メインボーカルの黒田が作詞作曲を行った。黒田が単独で手がけた楽曲としては、この曲と「翼よあれが巴里の灯だ」がメジャー盤に初めて収録されたものとなる。
4. 願いの詩
5thシングルの1曲目
朝日放送・第84回全国高校野球選手権大会中継オープニングテーマ。
5. GRAPEFRUITS DAYS
小渕のソロ曲。コブクロには珍しいポップな歌詞とメロディが特徴。演奏時間も3分未満とコブクロの楽曲としては非常に短い。
6. 小渕君の犬のうた
レゲエを意識して作曲を行った楽曲。歌詞は小渕が飼っていた犬との思い出が元となっている。
7. YOU（grapefruits mix）
3rdシングルの1曲目のバージョン違い。尚、2曲目のMiss youはリカットのため、このアルバムには収録されていない。
テレビ朝日系ベストポジションSPORTSテーマ。シングルバージョンとはイントロなどが異なる。
8. アンブレラ
インディーズ時代に製作された、このアルバム中で最も歴史の古い楽曲。インディーズ時代は「忘れな傘」というタイトルだった。
9. 太陽
5thシングルの2曲目
ロッテスイカバーCMソング。
10. 光
こちらもインディーズ時代の楽曲を再レコーディングしたもの。インディーズバージョンはアルバム「ANSWER」に収録されている。
11. 翼よあれが巴里の灯だ
黒田が作詞作曲した8分40秒に及ぶ大作。チャールズ・リンドバーグを主人公とした同名映画をモチーフとしている。
12. 風
4thシングル
フジテレビ系「ウチくる!?」テーマ。

## ライブ映像・音源作品
| 曲名                 | 発売年 | 規格        | 作品名                                        | 収録日         |
| -------------------- | ------ | ----------- | --------------------------------------------- | -------------- |
| 新しい場所           | 2004年 | DVD         | コブクロ LIVE! GO! LIFE!                      | 2002年12月22日 |
| 彼女                 |        |             | 未収録                                        |                |
| Overflow             |        |             | 未収録                                        |                |
| 願いの詩             |        |             | →「 願いの詩#ライブ映像・音源作品 」を参照    |                |
| GRAPEFRUITS DAYS     | 2004年 | DVD         | コブクロ LIVE! GO! LIFE!                      | 2002年12月22日 |
| GRAPEFRUITS DAYS     | 2018年 | DVD/Blu-ray | KOBUKUROAD4                                   | 2018年3月17日  |
| 小渕君の犬のうた     |        |             | 未収録                                        |                |
| YOU                  |        |             | →「 YOU#ライブ映像・音源作品 」を参照         |                |
| アンブレラ           | 2000年 | VHS         | “絶風” 52.96 hectopascal                      | 2000年8月20日  |
| アンブレラ           | 2018年 | DVD/Blu-ray | KOBUKUROAD4                                   | 2018年3月17日  |
| 太陽                 |        |             | →「 太陽#ライブ映像・音源作品 」を参照        |                |
| 光                   | 2000年 | VHS         | “絶風” 52.96 hectopascal                      | 2000年8月20日  |
| 光                   | 2004年 | DVD         | コブクロ LIVE! GO! LIFE!                      | 2002年12月22日 |
| 光                   | 2008年 | DVD         | KOBUKURO FAN FESTA 2008〜10 YEARS SPECIAL!!!! | 2008年9月6日   |
| 光                   | 2014年 | DVD/Blu-ray | KOBUKUROAD                                    | 2014年4月7日   |
| 光                   | 2016年 | DVD         | TIMELESS WORLD (初回限定盤DVD)                | 2015年11月14日 |
| 光                   | 2018年 | CD          | 20TH THANKS! CD                               | 2018年6月17日  |
| 光                   | 2021年 | DVD         | Star Made (ファンサイト会員限定盤DVD)         | 2021年5月22日  |
| 翼のあれが巴里の灯だ |        |             | 未収録                                        |                |
| 風                   |        |             | →「 風#ライブ映像・音源作品 」を参照          |                |

## 演奏
- 小渕健太郎
  - Vocal, Acoustic Guitar
  - Electric Guitar (#6.10.11)
  - Electric Guitar Solo (#10.11)
  - Mouth Organ (#9)
- 黒田俊介：Vocal
- 笹路正徳：Produce, Arrangement, Keyboards
- 渡嘉敷祐一：Drums (#1.2.4-12)
- 美久月千晴：Bass (#1.2.4.7.8.9.10.12)
- 坂井紀雄：Bass (#5.6.11)
- 土方隆行
  - Electric Guitar (#1.2.4-12)
  - Electric Guitar Solo (#11)
  - Acoustic Guitar (#2.4)
- 北島健二：Electric Guitar, Solo (#11)
- 河合マイケル：Percussions (#5.6)
- 川瀬正人：Percussions (#10)
- 菅原光太：Cymbal (#8)
- 山岡京子：Backing Vocal (#8)
- 尾崎孝：Pedal Steel Guitar (#8)
- 数原晋、横山均：Trumpet (#6.10)
- 中川英二郎、山城純子：Trombone (#6)
- フレッド・シモンズ：Trombone (#10)
- 平原まこと：Alto Sax (#10)
- 近藤和彦：Tenor Sax (#10)
- 宮本大路：Baritone Sax (#10)
- 金原千恵子ストリングス：Strings (#4.7.10.12)